# Mirsad
Mirsad  è un nome proprio di persona bosniaco maschile.

## Varianti
- Femminili: Mirsada[1]

## Origine e diffusione
Il significato del nome è sconosciuto; fra le ipotesi che sono state avanzate, alcune lo ricollegano all'arabo مرصد ("torre di guardia"), altre al persiano con il senso di "imboscata". 

## Onomastico
Il nome è adespota, cioè non è portato da alcun santo, quindi l'onomastico ricade il 1º novembre, giorno di Ognissanti.

## Persone
- Mirsad Baljić, calciatore bosniaco
- Mirsad Bešlija, calciatore bosniaco
- Mirsad Dedić, calciatore bosniaco
- Mirsad Fazlagić, calciatore jugoslavo
- Mirsad Hibić, calciatore bosniaco
- Mirsad Mijadinoski, calciatore svizzero
- Mirsad Türkcan, cestista jugoslavo naturalizzato turco